# Ярошенко, Николай Николаевич
Николай Ярошенко  (род. 22 апреля 1986) — украинский и российский триатлет, заслуженный мастер спорта России, обладатель двух рекордов России, лидер сборной, а также мирового рейтинга триатлонистов на длинной дистанции в 2012—2013 году.

## Биография
Николай Ярошенко родился и вырос на Украине в г. Макеевка Донецкой области. В детстве занимался футболом, плаванием.
В 1999 году стал призёром Юношеского первенства Украины по триатлону
В 2001 году переехал жить в г. Донецк и поступил в Высшее училище Физкультуры и спорта им. С. Бубки.
В конце 2006 года из-за недопонимания в Сборной Украине Николай уехал в Россию в г. Пензу и поменял гражданство.
В 2012 году начал больше делать акцент на длинную дистанцию.
Лидер рейтинга ITU (ITU Long Distance Triathlon Points List), победитель общего зачета Кубка Мира на длинной дистанции триатлона.
В 2013 году переехал из г. Пензы в Краснодар.
Победитель Европейского и Мирового рейтингов, и снова Лидер общего Зачета Кубка Мира в длинном триатлоне.
Увлекается русским бильярдом.
Тренер — Н. Н. Ярошенко.

## Спортивные достижения
- Мастер спорта международного класса России по триатлону
- Чемпион Украины (юниоры, молодежь, мужчины) — 2003—2006;
- Серебряный (2009, 2014 — смешанная эстафета; 2017 — длинная дистанция) и бронзовый (2007 — супер-спринт; 2016 — длинная дистанция) призер чемпионатов России.
- Подиумы Континентальных Кубков и Первенств (2009—2012);

## Галерея

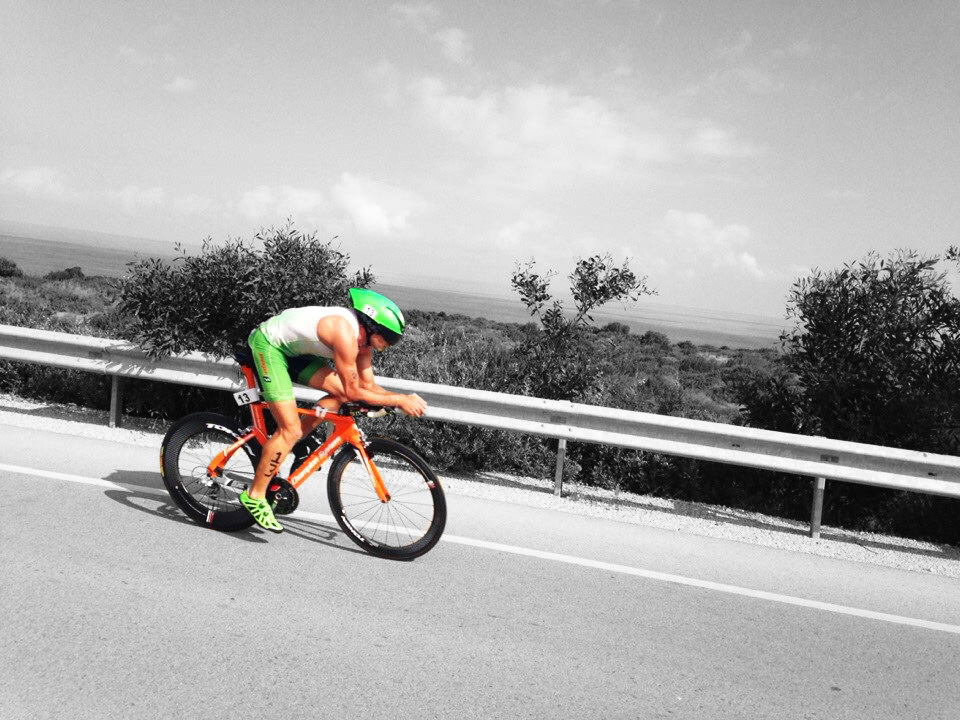
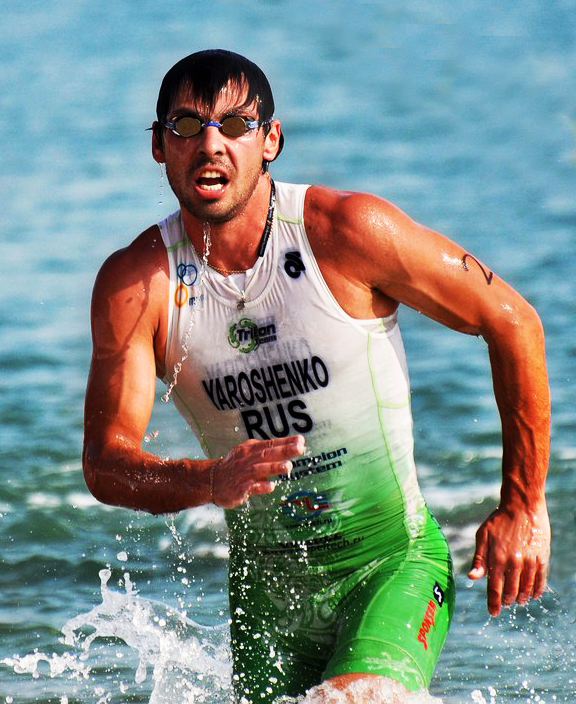
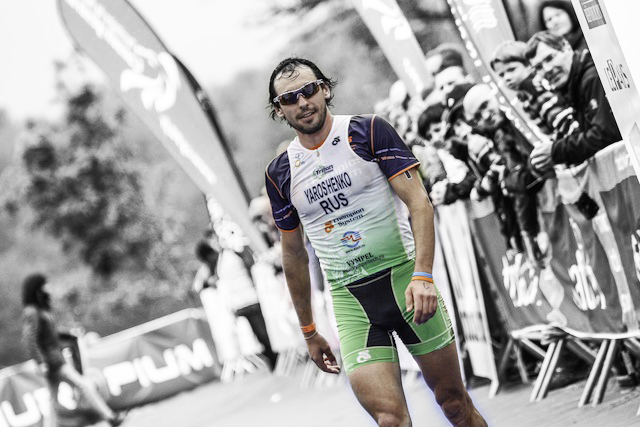
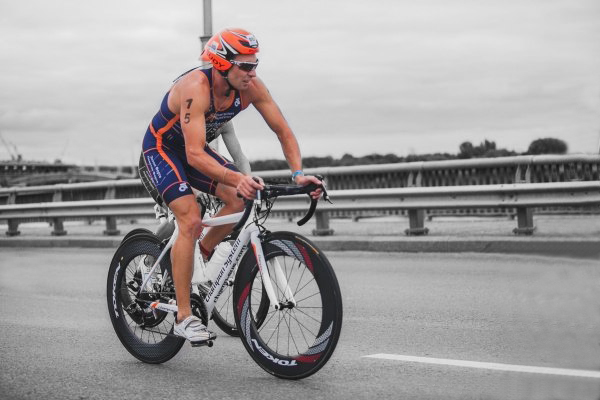
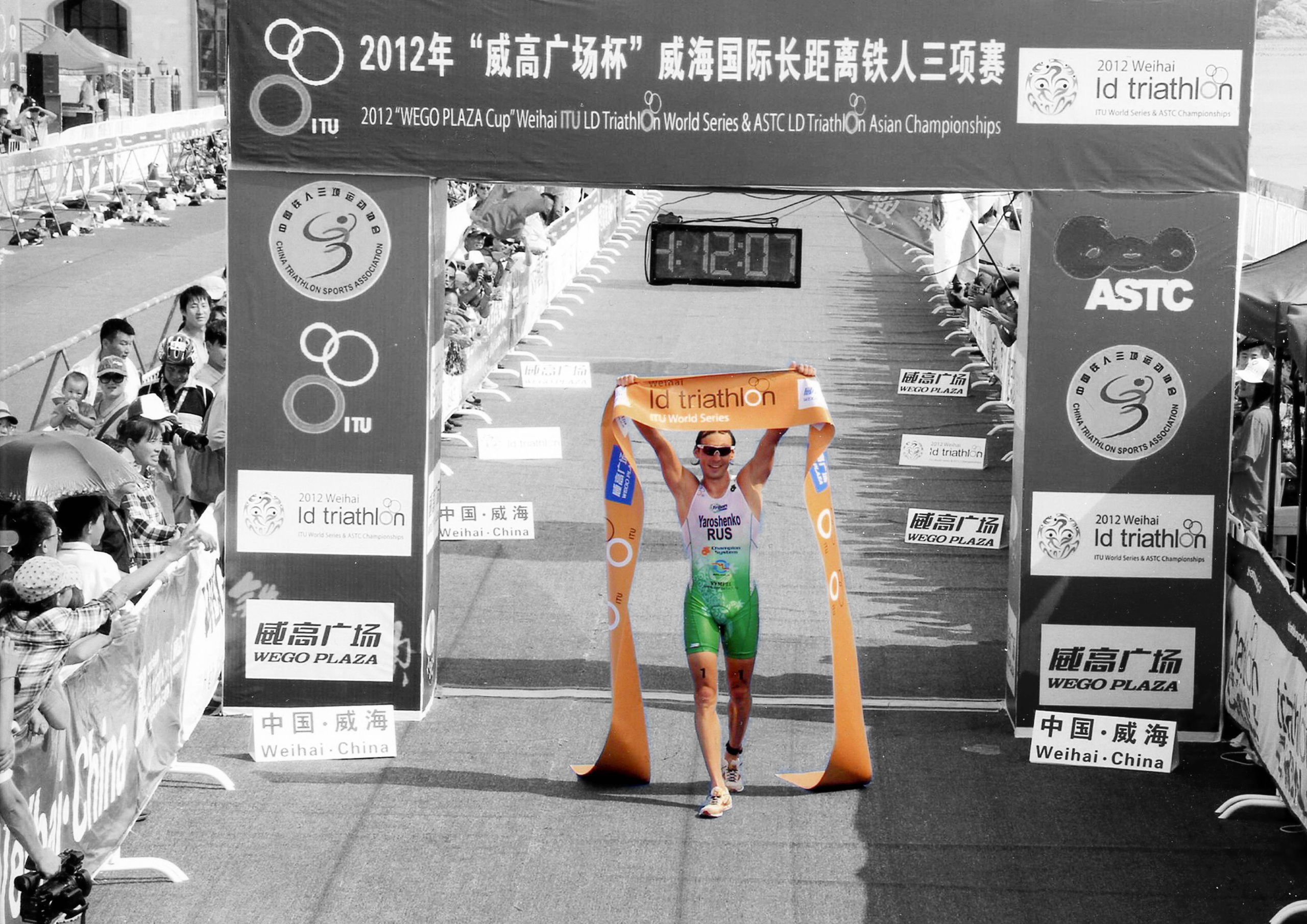
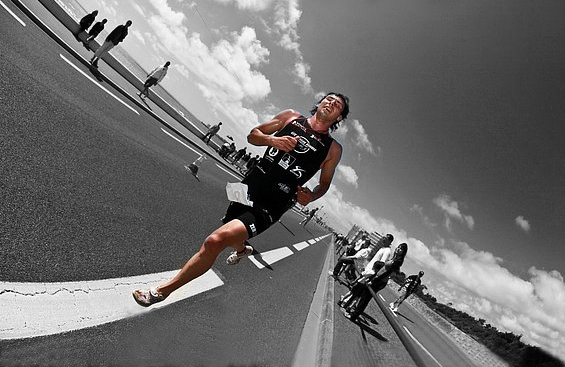
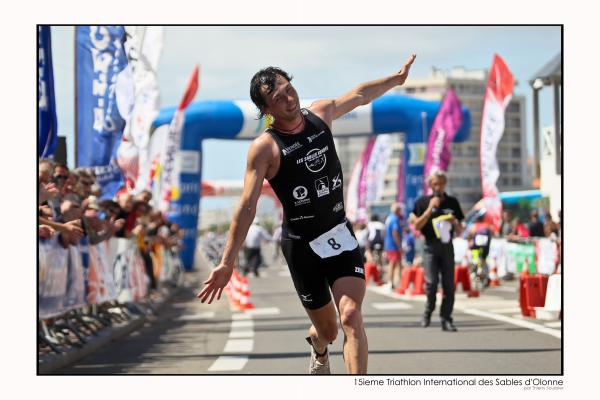

## Таблица результатов соревнований ITU[3]
| Позиция | Дата             | Страна, Город   | Мероприятие                                                                              | Результат |
| ------- | ---------------- | --------------- | ---------------------------------------------------------------------------------------- | --------- |
| 12      | 14 июля 2018     | Фин             | ITU Long Distance Triathlon World Championships                                          | 05:38:13  |
| 1       | 11 сентября 2016 | Вэйхай, Шаньдун | ITU Long Distance Triathlon Series Event                                                 | 04:06:08  |
| 9       | 27 августа 2016  | Пенза           | Triathlon National Championships                                                         | 01:55:31  |
| 3       | 19 июня 2016     | Санкт-Петербург | Middle Distance Triathlon National Championship                                          | 04.04.23  |
| 2       | 27 сентября 2015 | Сочи            | Middle Distance Triathlon National Championships                                         | 04:08:26  |
| 1       | 13 сентября 2015 | Вэйхай, Шаньдун | ITU Long Distance Triathlon Series Event                                                 | 04:11:37  |
| 10      | 21 сентября 2014 | Вэйхай, Шаньдун | ITU Long Distance Triathlon World Championships                                          | 05:25:41  |
| 2       | 2 августа 2014   | Нижний Новгород | Long Distance Triathlon National Championships                                           | 03:47:56  |
| 4       | 21 июня 2014     | Бурабай         | ASTC Sprint Triathlon Premium Asian Cup                                                  | 00:57:27  |
| 7       | 20 сентября 2013 | Флаг России     | Duathlon National Championships                                                          | 01:24:54  |
| 2       | 20 июля 2013     | Выборг          | Long Distance Triathlon National Championships                                           | 03:59:35  |
| 6       | 22 июня 2013     | Бурабай         | ITU Sprint Triathlon Premium Asian Cup                                                   | 00:56:55  |
| 9       | 01 июня 2013     | Белфор          | ITU Long Distance Triathlon World Championships                                          | 04:26:53  |
| 7       | 19 мая 2013      | Калелья         | ETU Challenge Middle Distance Triathlon European Championships                           | 04:18:43  |
| 8       | 21 апреля 2013   | Самуи           | World Cup long distance                                                                  | 06:24:45  |
| 3       | 13 октября 2012  | Лантау          | ITU Triathlon Asian Cup                                                                  | 01:57:27  |
| 1       | 23 сентября 2012 | Вэйхай          | ASTC Long Distance Triathlon Asian Championships and ITU LD Triathlon World Series Event | 04:12:07  |
| 4       | 8 сентября 2012  | Чэнду           | ITU Triathlon Premium Asian Cup                                                          | 01:51:14  |
| 7       | 19 августа 2012  | Пенза           | ITU Triathlon European Cup                                                               | 01:49:59  |
| 7       | 29 июля 2012     | Витория-Гастейз | ITU Long Distance Triathlon World Championships                                          | 05:46:23  |
| 5       | 10 июля 2011     | Кокшетау        | ITU Triathlon Asian Cup                                                                  | 01:48:47  |
| 9       | 26 июня 2011     | Бурабай         | ITU Triathlon Premium Asian Cup                                                          | 01:48:41  |
| 3       | 12 июля 2009     | Кокшетау        | ITU Triathlon Asian Cup                                                                  | 01:50:38  |
| 6       | 05 июля 2009     | Бурабай         | ITU Triathlon Premium Asian Cup                                                          | 01:51:10  |
| 7       | 23 мая 2009      | Будапешт        | ETU Duathlon European Championships                                                      | 01:56:22  |
| 7       | 24 июля 2005     | Александруполис | ETU Triathlon Junior and Youth European Championships                                    | 00:25:52  |

## Интервью
- «Главное, чтобы ты занимался тем, что тебе нравится, и при этом еще и зарабатывал!»
- «Я сейчас в очень хорошей форме, потому этот турнир не был для меня сложным, я расцениваю его как прогрев перед этапом Континентальной лиги в Эстонии»
- «Считаю,- всё по силам!»[4]

## Статьи
- Кубанский триатлонист Ярошенко помог сборной России выиграть серебро ЧМ  (недоступная ссылка)
- Кубанец Ярошенко выступит на ЧМ по триатлону на длинной дистанции  (недоступная ссылка)
- Кубанский триатлонист выиграл серебро ЧР на длинной дистанции  (недоступная ссылка)
- Триатлонный уикэнд
- Кубанец Ярошенко завоевал золотые медали на Кубках России по триатлону и акватлону  (недоступная ссылка)
- Кубанский спортсмен Ярошенко выиграл общий зачет Кубка мира по триатлону
- Николай Ярошенко второй год подряд стал победителем общего зачета Кубка мира и номер один в Мировом рейтинге
- Кубанские триатлонисты стали призёрами кубков мира и Европы  (недоступная ссылка)
- Белореченец Ярошенко стал вторым на ЧР по триатлону  (недоступная ссылка)
- В Выборге подвели итоги чемпионата России по триатлону на длинной дистанции
- Кубанский триатлонист взял «серебро» в Выборге
- Выборгмен-2013 успешно финишировал!
- Кубанские триатлонисты привезли «золото» и «серебро»
- Две медали привезли кубанские триатлонисты с чемпионата России
- Кубанский спортсмен взял «серебро» на ЧР по триатлону
- Триатлон на Самуи 2013  (недоступная ссылка)
- Чемпионат Европы по триатлону на длинной дистанции
- Хавьер Гомес — Золотой дебют в Барселоне
- Николай Ярошенко — седьмой на чемпионате мира по триатлону на длинной дистанции
- Леветон в Триатлоне
- Пензенцы достойно выступили на чемпионате России по триатлону
- Triathlon. L’armada russe écrase la concurrence française
- DE JARD SUR MER A TISZAUJVAROS

## Спонсоры
- Champion System
- ZONE3
- SPIUK
- ASICS FRONTRUNNER RUSSIA
- PowerUp
- Высшая Лига
- SportPitt
- T-On